# Matt Hamilton
Matt Hamilton (født 19. februar 1989) er en amerikansk curlingspiller.
Han repræsenterede USA under vinter-OL 2018 i Pyeongchang, hvor han tog guld.